# Trebjerg
Trebjerg är en kulle i Danmark. Den ligger i Region Syddanmark, i den södra delen av landet. Toppen på Trebjerg är 127 meter över havet. Trebjerg ligger på ön Fyn.
Den högsta punkten i närheten är 132 meter över havet, 2,9 km sydost om Trebjerg.. Omgivningarna runt Trebjerg är en mosaik av jordbruksmark och naturlig växtlighet.